# 辻 (さいたま市)

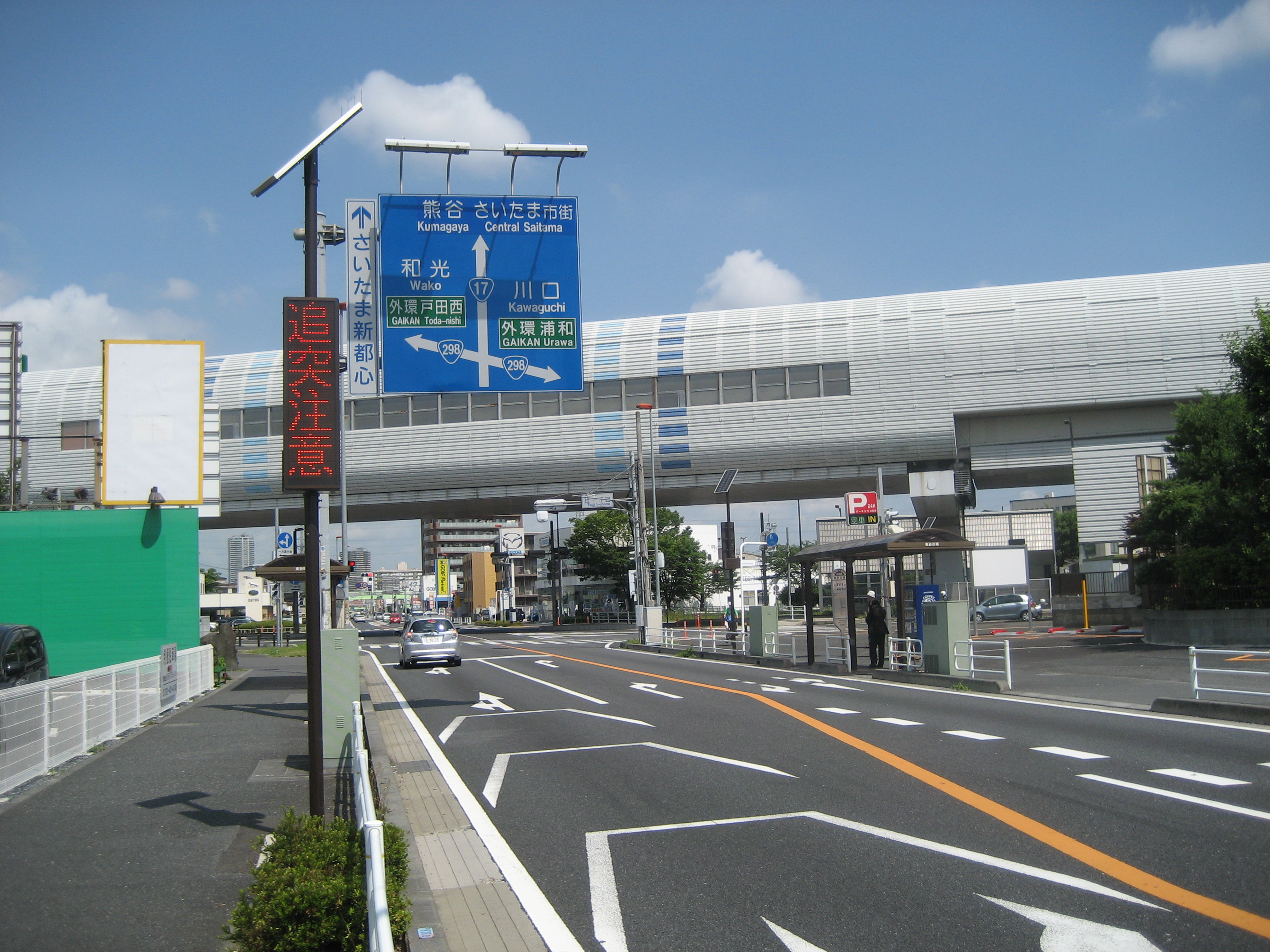
辻七丁目の国道17号

辻（つじ）は、埼玉県さいたま市南区の町丁。現行行政地名は辻一丁目から辻八丁目。住居表示実施地区。郵便番号は336-0026。

## 地理
さいたま市南区最南端に位置する。北西から南東にかけて国道17号が、南西から北東に東京外環自動車道が走り、町域内の南東で交差している。河川や水路を境界とする場所が多く見られる。東日本旅客鉄道（JR東日本）の南浦和駅、北戸田駅、武蔵浦和駅、蕨駅の4駅が利用可能である。住宅地の開発が進み、現在ではほぼ全域が住宅地として利用されている。

### 河川
- 笹目川
- 見沼代用水西縁（辻用水）
- 文蔵川

### 地価
住宅地の地価は、2022年（令和4年）1月1日の公示地価によれば、辻1-30-5の地点で27万円/m2となっている。

## 歴史

### 沿革
もとは江戸期より存在した武蔵国足立郡浦和領に属する辻村であった。『新編武蔵風土記稿』では民戸110余。
- 発足時は幕府領、正保年間（1645年 - 1648年）より知行が旗本安西甚兵衛氏、および幕府領。後に幕府領は一時的に下総多古藩が治めていた時期があった[5]。
- 幕末時点では足立郡辻村であった。明治初年の『旧高旧領取調帳』の記載によると、幕府領（代官・大竹左馬太郎支配所）、および旗本安西太郎の知行[7]。
- 1868年（慶応4年）6月19日：武蔵知県事・山田政則（忍藩士）の管轄となる。
- 1869年（明治2年） 
  - 1月13日：武蔵知県事・宮原忠英の管轄区域に大宮県を設置、同県の管轄となる。県庁は東京府馬喰町に置かれる。
  - 9月29日：県庁が浦和に置かれ浦和県に改称。
- 1871年（明治4年）11月13日：第1次府県統合により埼玉県の管轄となる。
- 1874年（明治7年）：和光院の境内に仮校舎を設けて辻学校（現・さいたま市立南浦和小学校）が開校する[5]。
- 1879年（明治12年）3月17日：郡区町村編制法により成立した北足立郡に属す。郡役所は浦和宿に設置。それに伴い、郡内に同名の村が4か所存在（現・さいたま市緑区大字南部領辻、さいたま市西区大字指扇領辻、川口市大字辻）したことから、浦和領を冠称して浦和領辻村となる。
- 1889年（明治22年）4月1日：町村制施行により、浦和領辻村が周辺の白幡、根岸、沼影、別所、文蔵の村々と合併し、六辻村が成立[8][9]。六辻村の大字浦和領辻となる。
- 時期不明（明治末頃[5]）：大字浦和領辻から浦和領が取れ、大字辻となる（周辺の大字別所と同様）。
- 1924年（大正13年）：この年以降、浦和耕地整理の一環で現在の道路区画が整備される。
- 1938年（昭和13年）7月1日：六辻村が町制施行し、六辻町になる[10][8]。六辻町の大字となる。
- 1942年（昭和17年）4月1日：六辻町が浦和市に編入合併され[10][8]、浦和市の大字となる。
- 1961年（昭和36年）：戸田町大字新曽、下笹目に一部を編入し[5]、大字新曽の一部を大字辻へ編入する[11][5]。
- 1966年（昭和41年）：浦和辻郵便局が開局する[5]。
- 1968年（昭和43年）
  - 戸田市大字新曽、下笹目に一部を編入、大字文蔵から一部を編入する[12][11][5]（のちに三・四丁目を構成）。
  - 4月1日：浦和市立辻小学校（現さいたま市立辻小学校）が開校。
- 1976年（昭和51年）3月17日：区画整理完了により、国道17号より東の大字辻を辻町一丁目に町名変更[13]（現在の辻一丁目の3番 - 7番を除く地域が辻町一丁目）。
- 1980年（昭和55年）11月1日：住居表示が実施され、大字辻、大字根岸、辻町一丁目の各一部から辻一丁目 - 八丁目が成立[14]。また、同日辻町一丁目の残部が根岸一丁目 - 五丁目の一部となる。これにより大字辻および辻町一丁目は消滅する[14]。
- 2001年（平成13年）5月1日：浦和市・大宮市・与野市が合併し、さいたま市が発足。同市の町名となる。
- 2003年（平成15年）4月1日：さいたま市が政令指定都市に移行し、同市南区の町名となる。
- 2007年（平成19年）4月1日：辻小学校より分校しさいたま市立辻南小学校が開校。

### 史跡
七丁目に一里塚（中山道、5里）の碑が残る。

## 世帯数と人口
2020年（令和2年）国勢調査結果における世帯数と人口は、以下のとおりである。
| 丁目     | 世帯数    | 人口     |
| -------- | --------- | -------- |
| 辻一丁目 | 1,189世帯 | 2,798人  |
| 辻二丁目 | 1,055世帯 | 2,308人  |
| 辻三丁目 | 908世帯   | 1,783人  |
| 辻四丁目 | 1,052世帯 | 2,463人  |
| 辻五丁目 | 701世帯   | 1,692人  |
| 辻六丁目 | 277世帯   | 644人    |
| 辻七丁目 | 816世帯   | 1,802人  |
| 辻八丁目 | 1,445世帯 | 2,838人  |
| 計       | 7,443世帯 | 16,328人 |

## 小・中学校の学区
市立小・中学校に通う場合、学区（校区）は以下のとおりとなる。
| 丁目     | 区域 | 小学校                 | 中学校                   |
| -------- | ---- | ---------------------- | ------------------------ |
| 辻一丁目 | 全域 | さいたま市立辻南小学校 | さいたま市立南浦和中学校 |
| 辻二丁目 | 全域 | さいたま市立辻南小学校 | さいたま市立南浦和中学校 |
| 辻三丁目 | 全域 | さいたま市立辻南小学校 | さいたま市立南浦和中学校 |
| 辻四丁目 | 全域 | さいたま市立辻小学校   | さいたま市立南浦和中学校 |
| 辻五丁目 | 全域 | さいたま市立辻小学校   | さいたま市立南浦和中学校 |
| 辻六丁目 | 全域 | さいたま市立辻小学校   | さいたま市立南浦和中学校 |
| 辻七丁目 | 全域 | さいたま市立辻南小学校 | さいたま市立南浦和中学校 |
| 辻八丁目 | 全域 | さいたま市立辻南小学校 | さいたま市立南浦和中学校 |

## 交通

### 鉄道
地内に鉄道路線は通っていないが、東日本旅客鉄道（JR東日本）埼京線の北戸田駅が辻八丁目から至近に位置する。最寄り駅は地点によって異なり、北戸田駅のほか、東日本旅客鉄道（JR東日本）京浜東北線・武蔵野線の南浦和駅、同埼京線・武蔵野線の武蔵浦和駅を最寄りとする地点もある。

### バス
- 国際興業バス
  - 六辻
  - 辻五反田
  - 辻島田
  - 浦和南高校
  - 水深団地
  - 北戸田駅入口
  - 東谷田甫
- さいたま市コミュニティバス
  - 六辻
  - 辻五反田

### 道路

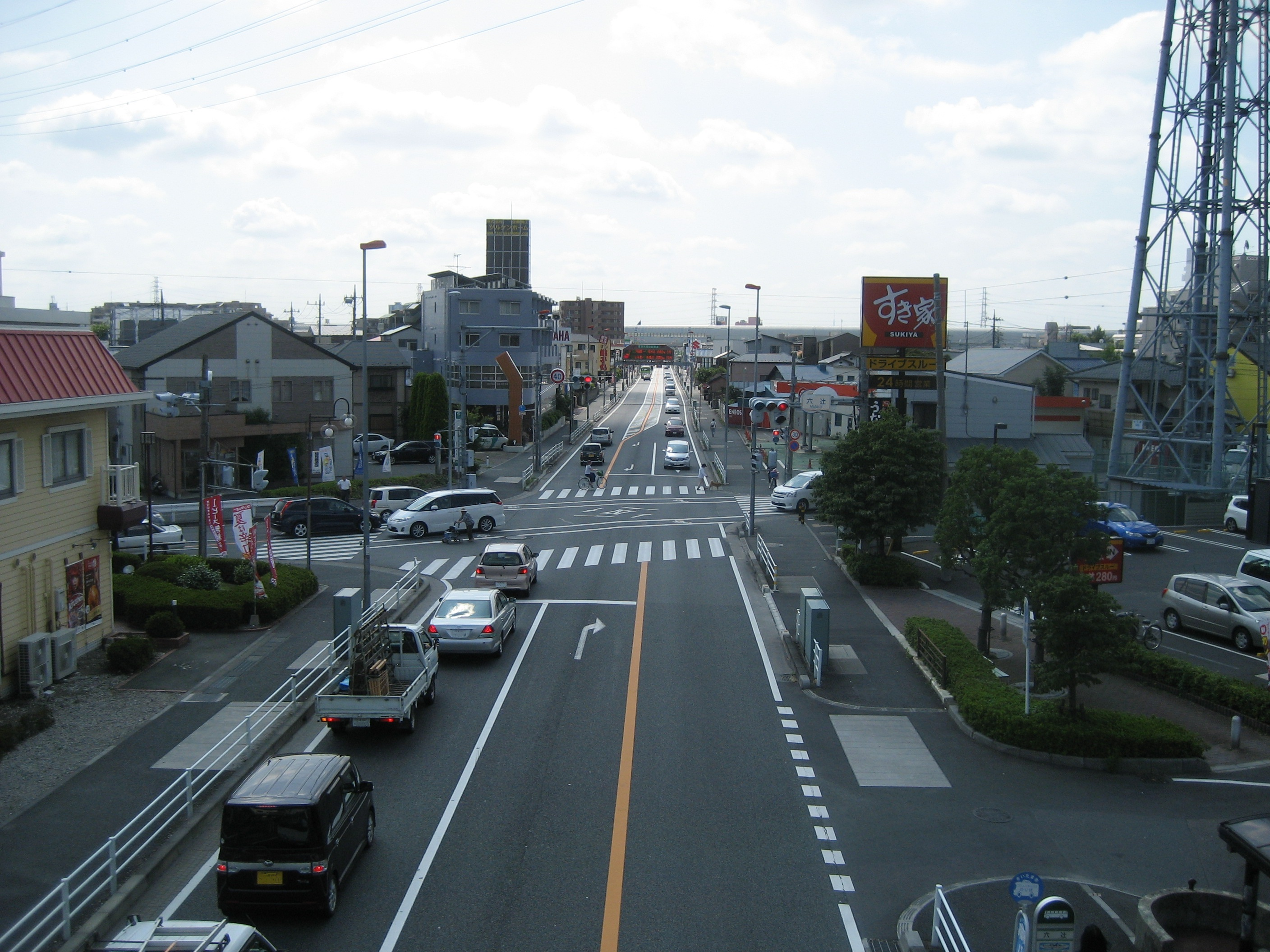
国道17号線六辻交差点付近

- 東京外環自動車道
- 国道17号（中山道）
- 国道298号
- 埼玉県道79号朝霞蕨線
- 旧中山道

## 地域

### 施設
辻一丁目
- 辻記念会館
- 辻児童公園
- 辻一丁目公園

辻二丁目
- 辻公会堂
- 辻2分団（消防団）
- 熊野神社
- 吉祥院
- 万蔵寺

辻三丁目
- 六辻交番
- 浦和辻郵便局
- 辻保育園
- 和光院
- 辻鉢木公園
- 山口第一公園
- 山口第二公園

辻四丁目
- 浦和つくし幼稚園
- 六辻水辺公園

辻五丁目
- 辻中道公園
- 辻五丁目第一公園

辻六丁目
- さいたま市立浦和南高等学校
- さいたま市立南浦和中学校
- さいたま市立辻小学校
- 市営辻水深団地（11・12号棟）

辻七丁目
- 市営辻団地
- 辻一里塚公園
- 辻くすのき公園

辻八丁目
- さいたま市立辻南小学校
- 南部中継ポンプ場
- 市営辻水深団地（1 - 8号棟・13 - 15号棟）
- 辻水深公園
- 辻八丁目緑道
- スカイフラワーパーク

### 地域の自治会等
南部地区自治会連合会に属し地域内の自治会は下記の通り
- 辻一丁目自治協力会
- 辻二丁目自治会
- 辻三丁目自治協力会
- 辻四・五・六丁目自治協力会
- 辻七丁目自治協力会
- 一二三自治会
- 辻八丁目自治協力会
- 辻水深団地自治会

### ホームタウンチーム
- 浦和辻サッカー少年団
- 浦和辻ジュニアバレーボールクラブ
- さいたま辻ミニバスケットスポーツ少年団
- 浦和辻イーグルス